# Relógio comparador

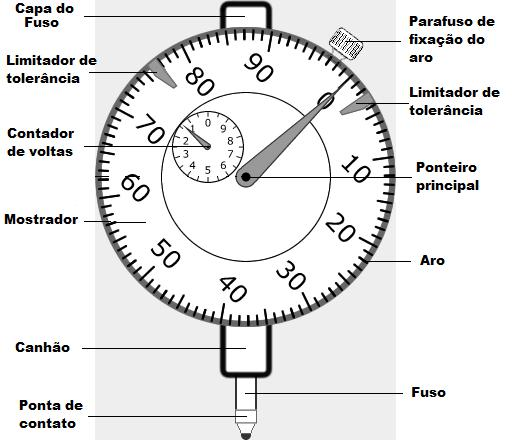
Elementos de um Relógio comparador.

Relógio comparador é um aparelho de grande precisão, podendo ser analógico ou digital, para medições da ordem de 1 micron. determinando assim a diferença existente entre ela e um padrão de dimensão predeterminado que, por exemplo, pode ser uma peça original ou bloco padrão com medidas conhecidas.
Essa ferramenta permite exibir ao usuário o que o olho nu não consegue discernir; como a presença de pequenas distâncias (por exemplo, uma pequena diferença de altura entre duas superfícies planas, uma ligeira falta de concentricidade entre dois cilindros, ou outros pequenos desvios físicos).
O relógio comparador também pode ser usado para verificar a tolerância durante o processo de inspeção de uma peça usinada, medir o deflexão de uma viga ou anel sob condições de laboratório, bem como muitas outras situações que necessitam de pequenas medições. Relógios comparadores analógicos costumam medir faixas de 0,25 mm a 300 mm (0,015 in a 12,0 in), Com graduações de 0,001 mm a 0,01 mm (métrico) ou de 0,00005 in a 0,001 in (imperial).

## Princípio
Esta é uma ferramenta dotada de uma escala e ponteiro, ligados por mecanismos diversos a uma haste com ponta de contato.
A medida realizada pelo Relógio Comparador é a diferença entre o comprimento da haste entre seu posicionamento sobre o objeto de referência e sobre o mensurando.
Engrenagens e molas realizam a transdução desse comprimento para o giro do ponteiro para que a medição seja lida.
Relógios comparadores fornecem apenas medições indiretas. Porém, com uso de referências apropriadas para calibração recorrente, como Blocos Padrão, é possível utilizá-lo para realizar medições diretas.

## Aplicações
- Verificar desgaste lateral ao instalar um novo disco de freio (falta de perpendicularidade entre a superfície do disco e do eixo, causada por deformações ou, mais frequentemente, pela falta de limpeza adequada e ferrugem na superfície de montagem)
- Avaliação, no controle de qualidade, de aderência (estatística) e precisão no processo de fabricação ou usinagem.
- Calibração de maquinário em chão de fábrica.
- Manufatura de precisão para fabricantes de ferramentas.

## Relógio Comparador com Sonda

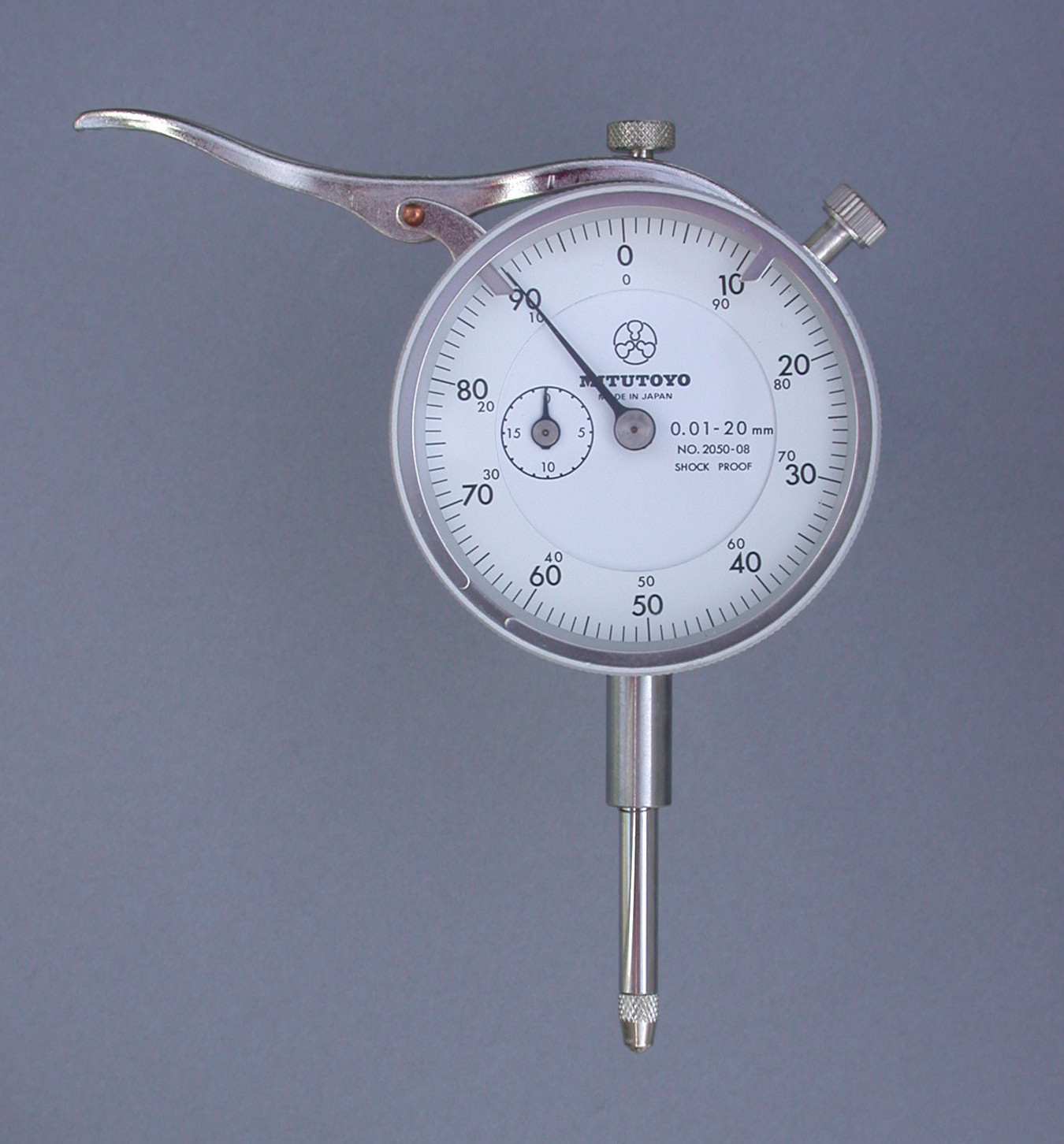
Relógio Comparador com sonda

Os relógios comparadores com sonda normalmente consistem de um mostrador graduado e agulha movida por engrenagens (em inglês, clockwork, daí a terminologia de relógio) para exibir incrementos da menor ordem, com um relógio e ponteiro menor acoplado para registrar o número de voltas, que representam as medidas de maior ordem.
A sonda de mola (ou êmbolo) se move perpendicularmente ao objeto que está sendo testado, retratando ou estendendo-se do corpo do relógio.
O mostrador pode ser girado para qualquer posição, isso é usado para orientar a leitura do usuário.
Também pode haver um braço de alavanca disponível que permitirá que a sonda do relógio seja retraída facilmente.

## Relógio Apalpador

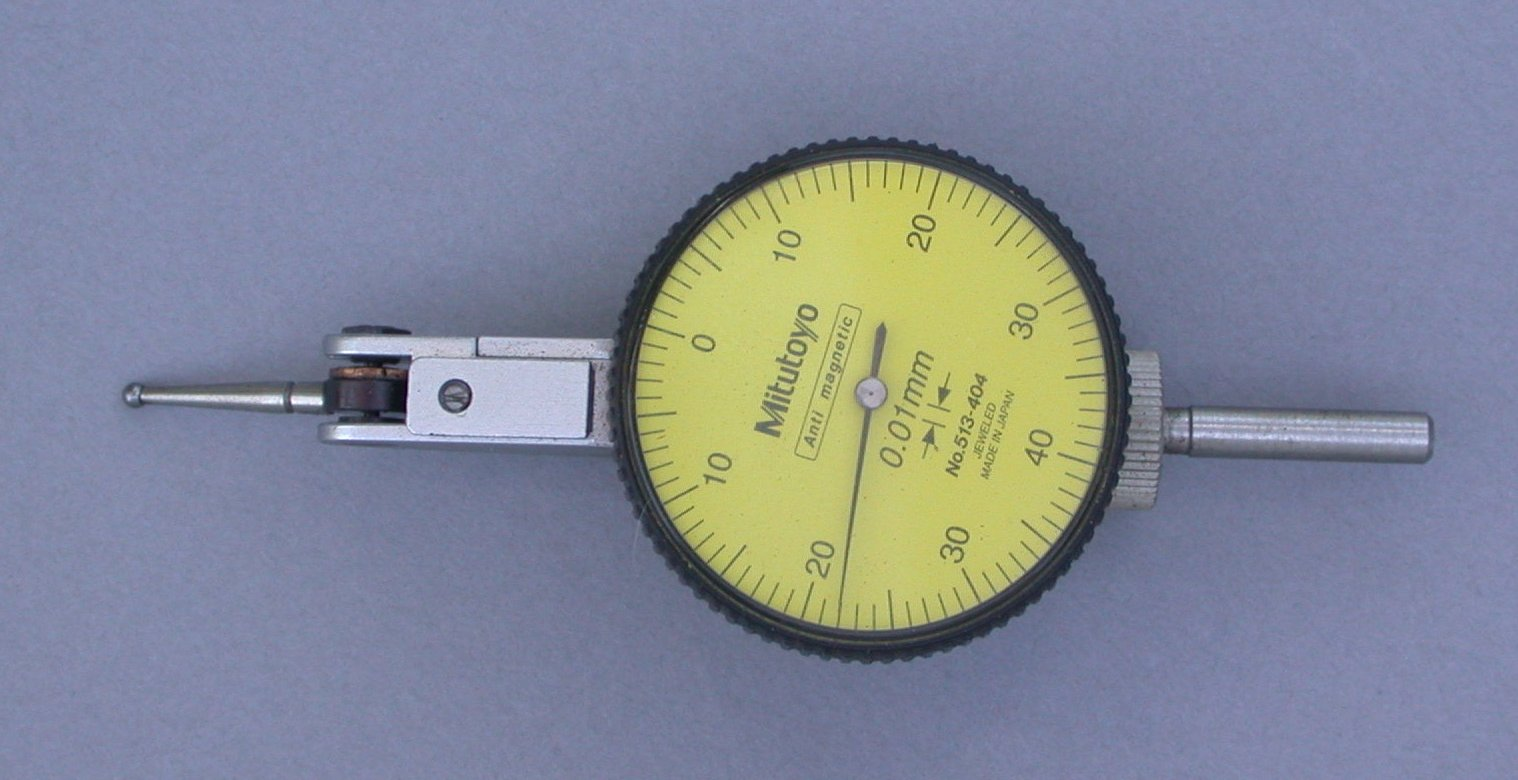
Relógio Apalpador

O relógio apalpador é um relógio comparador de alta precisão e com um intervalo de medição consideravelmente menor que o relógio com sonda. Esta ferramenta mede a deflexão da pequena haste com ponta de contato, visto que esta haste não é retrátil, mas move-se em arcos.
Estes relógios são utilizados para medir defasagens angulares ao invés de lineares; a diferença em distância linear está correlacionada com a defasagem angular e suas variáveis.
Esta ferramenta deve ser utilizada preferencialmente na horizontal, paralela ao mensurando, pois o erro na variação linear é pequeno e aceitável para pequenos ângulos.
O erro passa a ser mais considerável quando ultrapassa-se a inclinação de 10°.
Chamamos isso de cosine error (erro de cosseno em tradução livre), pois o relógio registra o cosseno da medida (excelente aproximação para pequenos ângulos).

## Procedimentos de uso[3]
- Para medidas indiretas, deve-se lembrar que Dimensão do mensurando = Dimensão do padrão ± Valor lido no instrumento
- O instrumento deve ser afixado em um suporte que trabalhe em conjunto com um desempeno.
- Encosta-se a ponta de contato no padrão e aplica-se a pré-carga para calibração.
- Gira-se o mostrador até o traçao com o zero (0) alinhar-se com o ponteiro.
- Substitui-se o padrão pelo mensurando, tocando a ponta de contato em sua superfície.
- Lê-se quantas voltas foram realizadas no Contador de Voltas e multiplica-se pelo valor do comprimento de uma volta.
- Lê-se a posição do ponteiro principal para determinar a menor casa decimal.
- Soma-se os resultados.
- O sentido de rotação dos ponteiros determina se o mensurando é maior ou menor que o padrão. Uma rotação em sentido anti-horário indica que o mensurando é menor, enquanto uma rotação no sentido horário, indica que o mensurando é maior.
- Com base no sentido de rotação dos ponteiros, soma-se ou subtrai-se o valor lido no instrumento à medida do padrão para encontrar a medida do mensurando.